# Autoritatea Anti-Money Laundering
Autoritatea Anti-Money Laundering (AMLA), cunoscută oficial sub denumirea de Autoritatea pentru Combaterea Spălării Banilor și Combaterea Finanțării Terorismului, este o agenție a Uniunii Europene, înființată în anul 2024, având sediul în Frankfurt, Germania. Aceasta are rolul de a întări politicile europene de combatere a spălării banilor și a finanțării terorismului, devenind un element central al eforturilor Uniunii Europene de protejare a integrității sistemului financiar european. Președintele autorității este Bruna Szego din 22 ianuarie 2025.

## Istoric
În 2018, falimentul Băncii ABLV din Letonia a stârnit o adevărată criză financiară. Banca a fost acuzată de spălare de bani și de a facilita tranzacții financiare ilicite, inclusiv pentru entități legate de regimuri sancționate internațional. Investigațiile au scos la iveală o rețea complexă de activități financiare dubioase, iar falimentul a fost un semnal de alarmă cu privire la lacunele din cadrul supravegherii anti-spălare de bani în Uniunea Europeană. Acest eveniment a evidențiat faptul că UE nu dispunea de o autoritate centralizată suficient de puternică pentru a aplica eficient legislația europeană în acest domeniu.
În octombrie 2018, think-tank-ul Bruegel a publicat un studiu în care recomanda înființarea unei Autorități Europene pentru Combaterea Spălării Banilor. Studiul a oferit și o schiță a caracteristicilor cheie ale acestei agenții, propunându-i roluri esențiale în coordonarea acțiunilor autorităților naționale și supravegherea aplicării reglementărilor AML la nivel european.
În iulie 2021 a fost propusă oficial înființarea AMLA după o serie de scandaluri financiare.

## Obiective
AMLA are misiunea de a întări cooperarea între autoritățile naționale și instituțiile europene pentru a preveni și combate spălarea banilor și finanțarea terorismului în UE. Agenția se va concentra pe îmbunătățirea monitorizării și aplicării legislației AML la nivel european, oferind suport tehnic și expertiză în acest domeniu pentru autoritățile naționale, precum și pentru instituțiile europene.
Conform reglementărilor, agenția va avea un buget propriu, iar activitățile sale vor include evaluarea riscurilor, analiza datelor financiare și crearea de politici pentru prevenirea spălării banilor în întreaga Uniune Europeană.